# Chamorro
Het Chamorro is de Austronesische taal die gesproken wordt door de Chamorro's op Guam en de Noordelijke Marianen, alsmede in migrantengemeenschappen op Hawaï en het Amerikaanse vasteland. De taal heeft zo'n 60.000 sprekers. Op Guam neemt de sprekerspopulatie sterk af, doordat de bevolking steeds meer op het Engels overgaat; op de Marianen is het echter ook onder de jongere generaties nog zeer gangbaar.
Het Chamorro is sterk beïnvloed door het Spaans en heeft meer dan de helft van zijn woordenschat aan deze taal ontleend. Ook veelvoorkomende, basale woorden als voorzetsels zijn soms van Spaanse afkomst. De Micronesische morfologie is echter intact: ook de leenwoorden worden volgens inheemse grammaticale principes behandeld.